# Felix Labunski
Felix Labunski, alla nascita Feliks Roderyk Łabuński (Wola Mysłowska (Ksawerynów), 27 dicembre 1892 – Cincinnati, 28 aprile 1979), è stato un compositore, pianista e docente statunitense di origine polacca.

## Biografia
Nacque a Ksawerynów, in Polonia. Suo padre, un ingegnere di professione, era un cantante dilettante e sua madre suonava il piano. Iniziò quindi lavorando su questo strumento ed entrò al Conservatorio di Varsavia. Studiò anche composizione con Witold Maliszewski. Andò poi in Francia per studiare alla École normale de musique di Parigi dal 1924 al 1934 con Paul Dukas, Nadia Boulanger e Georges Migot. Ignacy Paderewski, che conobbe nel 1928, finanziò una parte dei suoi studi. Si trasferì negli Stati Uniti nel 1936, a Cincinnati e divenne cittadino americano nel 1941.
Dedicò due brani a Paderewski: Threnody (1941), un brano breve per pianoforte, e In memoriam, un poema sinfonico. Compose anche un Triptyque champêtre (1931), presentato per la prima volta dall'orchestra Lamoureux il 12 marzo 1932. Tra le altre sue opere c'è una Cantate polonaise, una Polish Renaissance Suite per orchestra e una suite di balletto per orchestra chiamata Salut à Paris.
Morì a Cincinnati, nell'Ohio, nell'aprile del 1979 all'età di 86 anni.

## Opere
- Dwie pieśni per voce e pianoforte (1929–31)
- Triptyque champêtre, suite orchestrale (1931)
- Olympic Hymn per coro maschile e orchestra (1932)
- Kantata polska per quartetto solista, coro misto e orchestra (1932)
- Ptaki per soprano e orchestra (1934)
- Kwartet smyczkowy n. 1 (1935)
- Divertimento per flauto e pianoforte (1936)
- God’s Man, balletto (1937)
- Suita per archi (1941)
- In memoriam, poema sinfonico per orchestra (1941)
- Song without Words per soprano e orchestra d'archi (1946)
- Non c'è morte, cantata per soprano, coro misto e orchestra (1950)
- Wariacje per orchestra (1951)
- Elegia per orchestra (1954)
- Sinfonia si maggiore per orchestra (1956)
- Xavieriana, fantasia per due pianoforti e orchestra (1956)
- Divertimento per flauto, oboe, clarinetto e fagotto (1956)
- Immagini della giovinezza, cantata per mezzosoprano, baritono, coro di bambini e orchestra (1956)
- Messa per voci acute per onorare i santi innocenti per voci e organo all'unisono (1957)
- Nocturne per orchestra (1957)
- Images of Youth, ouverture per orchestra (1958)
- Symphonic Dialogues per orchestra (1960)
- Kwartet smyczkowy n. 2 (1962)
- Canto di aspirazione per orchestra (1963)
- Salut à Nadia per orchestra di fiati (1967)
- Polish Renaissance Suite per orchestra (1967)
- Music for Piano and Orchestra (1968)
- Intrada festiva per orchestra di fiati (1968)
- Salut à Paris, suite di balletto per orchestra (1968)
- Primavera per orchestra (1973)

## Discografia
- Complete Piano Works AP0566 Acte Préalable 2023: Sławomir Dobrzański piano, David Pickering organ